# Mundschutz (Sport)

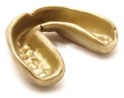
Mundschutz

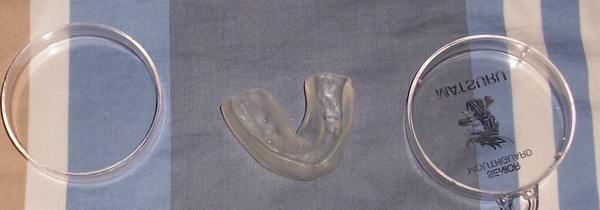
Mundschutz mit Behälter

Ein Mundschutz (auch Boxerschutz, Zahnschutz, Sportschutz) bedeckt die Zähne und Teile des Kieferknochens, um Verletzungen von Zähnen (Frontzahntrauma), Kieferknochen, Lippen und Zahnfleisch zu verhindern beziehungsweise den Grad von Verletzungen zu verringern. Mundschutze werden im Amateur- und Profisport eingesetzt. Im Football sollen sie vor allem das Risiko einer Gehirnerschütterung vermindern und nicht – wie viele fälschlicherweise denken – zum Schutz des Kiefers, der Zähne, der Lippen oder des Zahnfleisches dienen. Denn durch den harten Aufprall des Ober- und Unterkiefers entsteht eine so große Druckwelle, dass es zu einer Gehirnerschütterung kommt.

## Anwendung
Mundschutze werden bei vielen Sportarten benutzt, in denen vorsätzliches oder versehentliches Aufprallen (Schläge, Stöße, Hiebe) gegen Gesicht und Kiefer Verletzungen bis hin zur Arbeitsunfähigkeit verursachen können. Derartige Stöße können unter anderem bei Kampfsport wie Boxen oder Wrestling, sowie bei vielen Ballsportarten vorkommen, wie Rugby, Fußball, Football (American Football, Australian Football), Lacrosse, Handball, Basketball oder Hockey. Ein Mundschutz kann im Falle einer Gehirnerschütterung durch Schlag auf den Kiefer das Ausmaß der Verletzung reduzieren. Auch Inlineskating, Skateboarding oder Mountainbiking führen häufig zu Kiefer- und Zahnverletzungen.

## Geschichte
Ein Vorläufer des heutigen Mundschutzes wurde 1890 von Woolf Krause, einem Londoner Zahnarzt, entwickelt, um Boxer vor Lippenrissen zu schützen. Das Design des modernen Mundschutzes begann in den 1970er Jahren mit den Arbeiten von A. W. S. Wood, einem kanadischen Kinderzahnarzt, der die Kinderzähne beim Hockeyspiel besser vor Verletzungen schützen wollte.
Bei vielen Sportarten schreibt das Reglement die Verwendung eines Mundschutzes vor, in anderen Fällen ist der Gebrauch sogar gesetzlich verpflichtend. In Schulen wird das Tragen eines Mundschutzes während der Ausübung bestimmter Sportarten oft auch in der Schulordnung festgeschrieben. 

## Anforderungen an einen Mundschutz

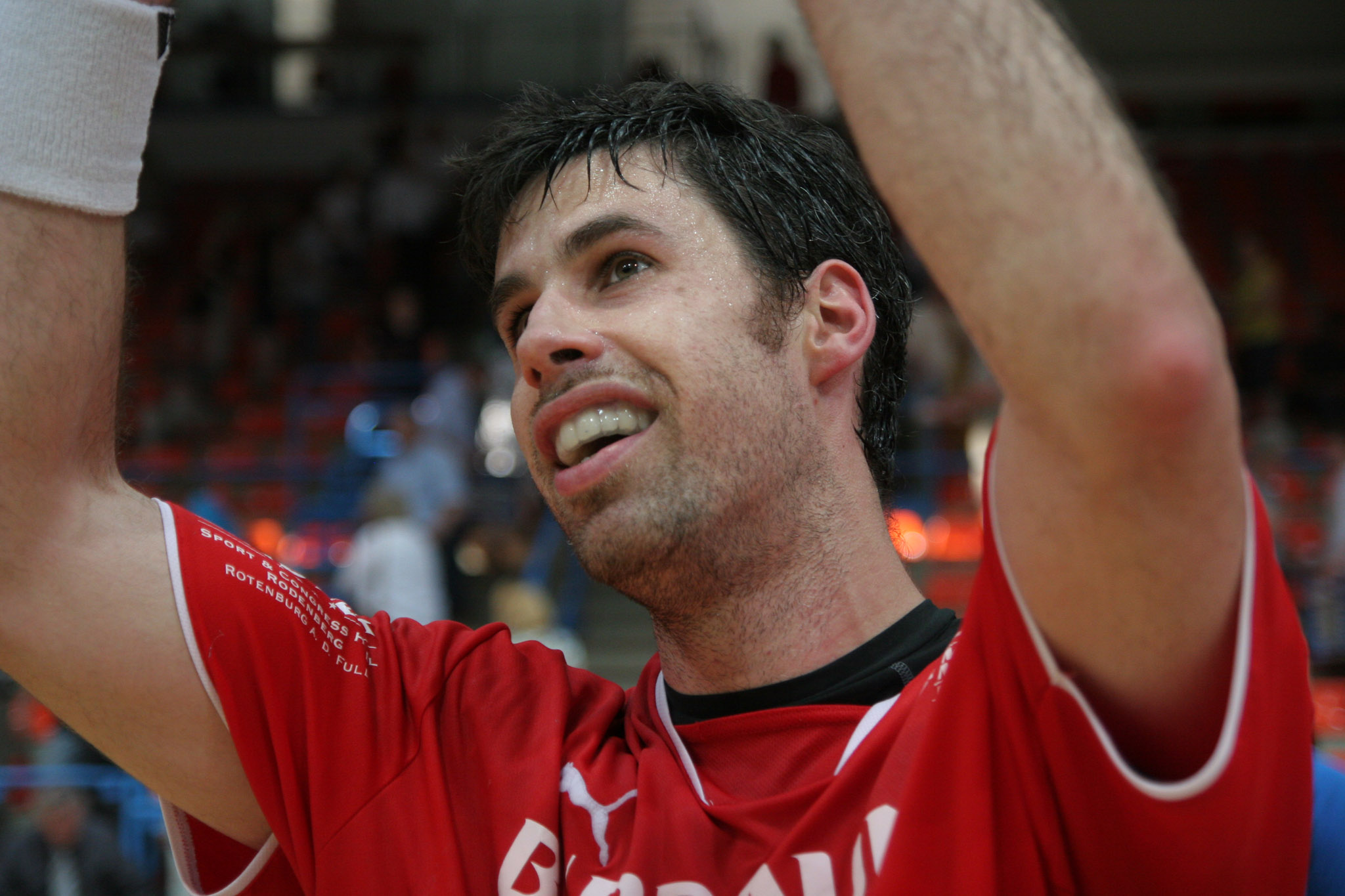
Transparenter Mundschutz (getragen von dem französischen Handballnationalspieler Franck Junillon)

Folgende Anforderungen werden an einen wirkungsvollen Mundschutz gestellt:
- Bedecken der Zahnreihen und des Zahnfleisches im Ober- oder Unterkiefer
- Keine Beeinträchtigung des Bisses oder der Kieferstellung
- Kein Einfluss auf die sportliche Leistungsfähigkeit
- Keine Beeinträchtigung der Atmung und der Sprache
- Hohe Festigkeit und Haltbarkeit
- Leicht zu reinigen
- Geschmacks- und Geruchslosigkeit
- Möglichkeit der Anpassung im Wechselgebiss und an festsitzende kieferorthopädische Apparaturen

## Mundschutzarten
Für die meisten Sportarten reicht es aus, die obere Zahnreihe zu schützen. Der Unterkiefer ist durch Zusammenbeißen der Zähne mit fixiert. Es gibt vier verschiedene Arten von Mundschutz:

### Konfektionierter Mundschutz
Der konfektionierter Mundschutz wird industriell in vorgegebener Form und vielen verschiedenen Größen hergestellt, hat aber nahezu keinerlei weiterer Veränderungsmöglichkeit zum bequemen Anpassen an den Mund des jeweiligen Nutzers. Die einzige Anpassungsmöglichkeit besteht im Bearbeiten mittels Messer oder Schere.

#### Vorteile
- Kostengünstig
- Ohne Wartezeit erhältlich

#### Nachteile
- ungenaue Passform
- verteilt eine auftreffende Belastung ungleichmäßig
- liegt lose im Mund
- hält ausschließlich durch Zusammenbeißen der Zähne
- kann leicht Scheuerstellen im Mund erzeugen
- kann zu Verkrampfungen im Mund führen
- überlastet einzelne Zähne

### Mundschutz aus thermoplastischem Material
Mundschutz aus thermoplastischem Material („Boil & bite“) gibt es in vorgefertigter Form und verschiedenen Größen, das nach dem Erhitzen in den Mund gesteckt und durch Andrücken modelliert wird. Er kann dadurch besser als ein konfektionierter Mundschutz an die Form des Gaumens angepasst werden. Neuere Modelle gelten als durchschnittlich passend. Beim missglückten Anpassen kann der Mundschutz erneut durch Erwärmen angepasst werden. 

#### Vorteile
- Kostengünstig (7 bis 25 Euro)
- Ohne Wartezeit erhältlich

#### Nachteile
- lockerer Sitz im Mund
- geringe okklusale Stärke
- nur Schlagabsorption
- keine Kraftverteilung
- kein Schutz für das Zahnfleisch
- umfasst nicht den gesamten Gefahrenbereich im Mund
- im Extremfall kann durch die fehlende Passform ein auftreffender Schlag verstärkt werden

### Mundschutz aus Zweikomponenten-Kunststoff
Der Mundschutz aus Zweikomponenten-Kunststoff härtet nach Verrühren zweier Komponenten durch Polymerisation aus.

#### Vorteile
- Kostengünstig
- Ohne Wartezeit erhältlich
- Schlagabsorption

#### Nachteile
- bei missglücktem Einpassen nicht mehr verwendbar
- durch nichtabgerundete Ränder kann das Zahnfleisch verletzt werden
- lockerer Sitz im Mund
- geringe okklusale Stärke
- keine Kraftverteilung
- kein Schutz für das Zahnfleisch
- umfasst nicht den gesamten Gefahrenbereich im Mund
- im Extremfall kann durch die fehlende Passform ein auftreffender Schlag verstärkt werden

### Individuell angefertigter Mundschutz
Der individuell angefertigter Mundschutz. wird in Zusammenarbeit durch Zahnarzt und Zahntechniker angefertigt. Der Zahnarzt nimmt einen Abdruck der Zähne und des Kiefers. Der Abdruck wird ausgegossen und ein Gipsmodell angefertigt, das die Mundsituation wiedergibt. Auf diesem Modell kann der Zahntechniker einen exakt angepassten Mundschutz anfertigen.

#### Vorteile
- Sehr gute Passform durch individuelle Herstellung im zahntechnischen Labor
- Fängt Schläge auf und absorbiert die Schlagkraft
- zwischen verschiedenen Modelltypen wählbar, abhängig von Alter, Sportart und Leistungslevel

#### Nachteile
- Höhere Kosten (150 bis 200 Euro)
- Wartezeit zur Anfertigung

## Pflege
Nach dem Gebrauch können Speichelanhaftungen am Mundschutz mit Wasser abgespült werden. Der Mundschutz kann mit einer Zahnbürste und Seife auf der Innen- und Außenseite gereinigt werden, jedoch ist Zahnpasta wegen der darin enthaltenen Schleifkörper nicht geeignet. Beim Trockenenföhnen besteht die Gefahr der Verformung. Es können auch Reinigungstabletten für Zahnprothesen verwendet werden.